# وزارة الثقافة (فرنسا)
وزارة الثقافة (بالفرنسية: Le ministère de la Culture)‏ هي وزارة في الحكومة الفرنسية مسؤولة عن المتاحف الوطنية. تتولى الوزارة الحفاظ على الهوية الفرنسية من خلال تعزيز وحماية الفنون (البصرية والتشكيلية والمسرحية والموسيقية والرقصية والمعمارية والأدبية والتلفزيونية والسينمائية) في فرنسا وفي الخارج. تخصص ميزانيتها بشكل أساسي لإدارة ستة مواقع وطنية ومائة من مرافق التخزين اللامركزية ومراكز الثقافة الإقليمي. يقع مكتبها الرئيسي في القصر الملكي في الدائرة الأولى بباريس. يرأس الوزارة وزير الثقافة عضو مجلس الوزراء. منذ 20 مايو 2022 تشغل ريما عبد الملك منصب الثقافة في حكومة إليزابيث بورن.

## وصلات خارجية
- الموقع الرسمي
 باللغة الفرنسية